# NHK松本支局

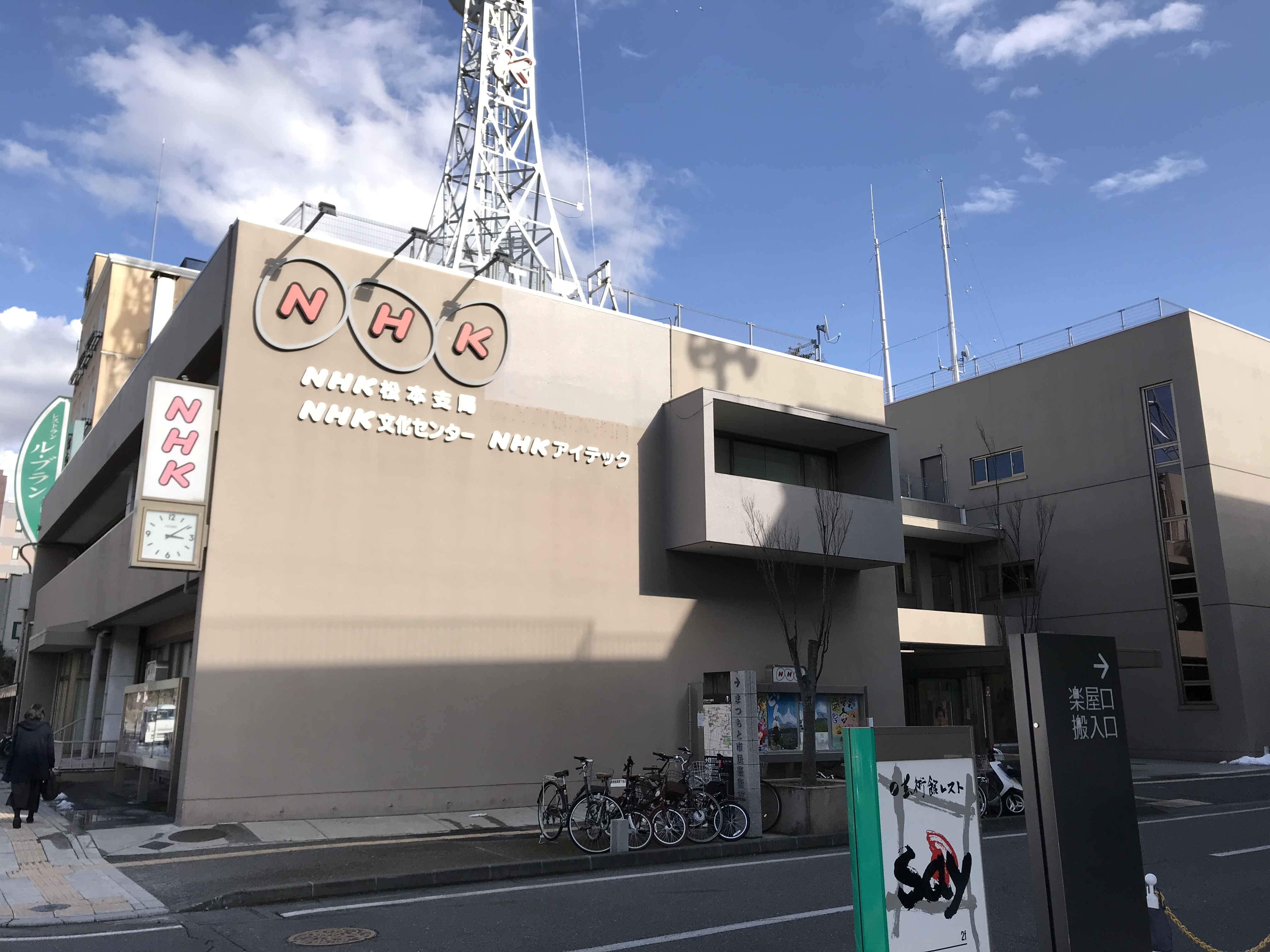

NHK松本支局，是日本放送協會位於長野縣松本市的地方放送支局，负责长野县中南部地区。前身为1938年成立的NHK松本放送局，1988年降格为NHK长野放送局所属的放送支局。

## 频道频率一览
NHK松本支局无自办频道，仅负责转播长野放送局的节目。该放送局曾使用JOSG/JOSC的呼号，现已废止。